# Кайнарли (Маркакольський район)
Кайнарли́ (каз. Қайнарлы) — село у складі Маркакольського району Східноказахстанської області Казахстану. Входить до складу Маркакольського сільського округу.
Населення — 147 осіб (2021; 240 у 2009, 346 у 1999, 456 у 1989).
Національний склад станом на 1989 рік:
- казахи — 100 %

Станом на 1989 рік село називалося Архиповка.